# 블라디미르 드 파흐만

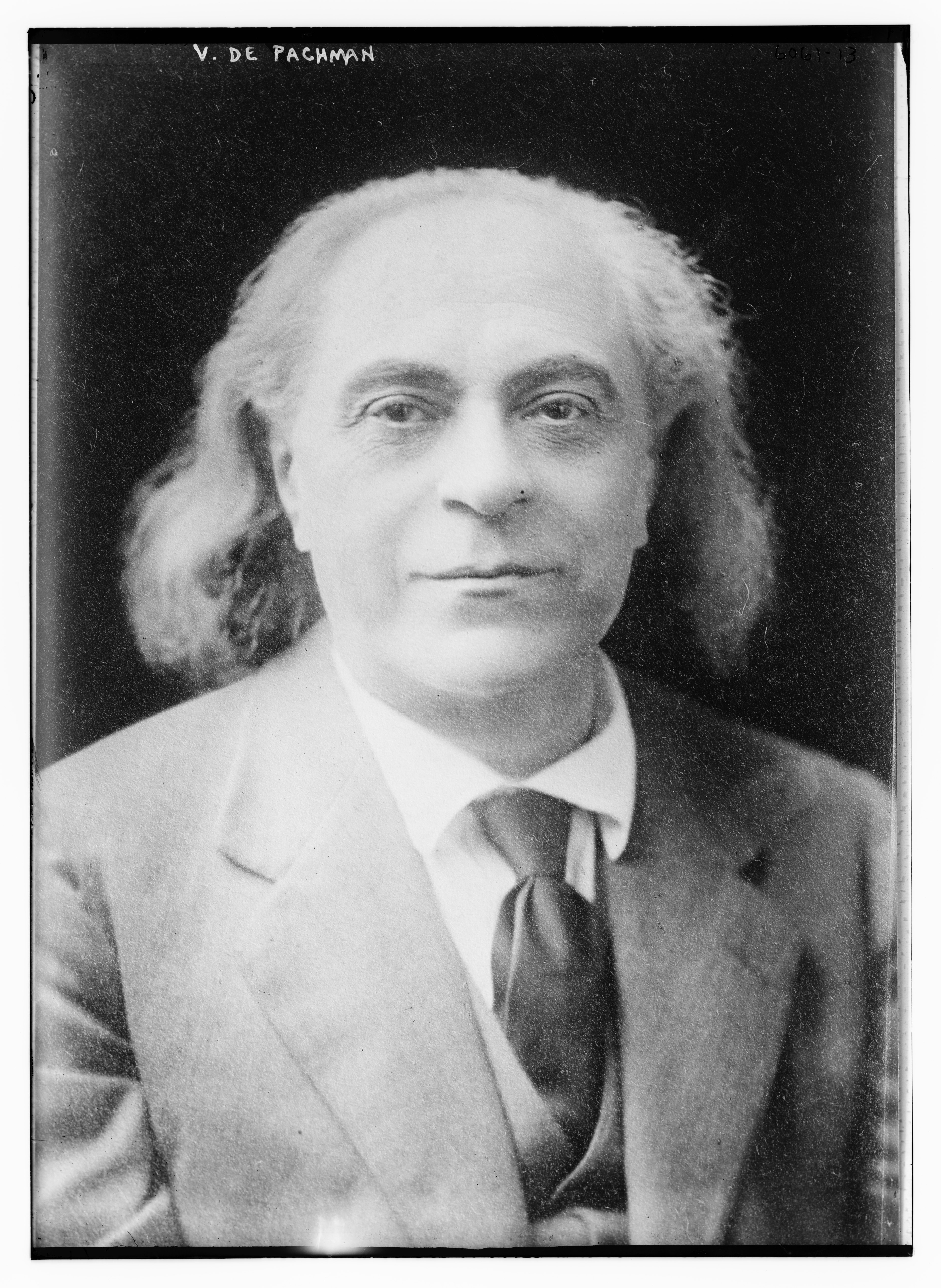

블라디미르 드 파흐만(Vladimir de Pachmann, 1848년 7월 27일 – 1933년 1월 6일)은 러시아 - 독일 계열의 피아니스트였으며 특히 쇼팽의 작품을 연주하고 그의 기이한 연주 스타일로 유명했다.
그는 우크라이나 오데사 (당시 러시아 제국의 일부)에서 태어났다. 그의 아버지는 오데사 대학의 교수이자 아마추어 바이올리니스트였다. 그는 18세가 될 때까지 아들의 유일한 교사였으며 당시 그는 빈 음악원에서 음악을 공부하기 위해 빈으로 갔다. 그는 음악원의 금메달 을 얻었고 1869년 오데사에서 콘서트 데뷔를 했지만 1882년까지 드물게 대중 앞에 모습을 드러내며 더 많은 공부에 시간을 보냈다. 그는 유럽 과 미국 전역을 순회했으며 당대 최고 연주자로 찬사를 받았다. 그의 프로그램은 거의 전적으로 쇼팽의 작품으로 구성되어 있으며 바흐, 스카를라티, 멘델스존 또는 헨젤트의 곡은 간헐적으로 있었다.